# てんびん座ラムダ星
てんびん座λ星（てんびんざラムダせい、λ Librae、λ Lib）は、てんびん座にある恒星である。見かけの等級は5.03と、肉眼でみることができる明るさである。年周視差を基に計算すると、太陽からおよそ440光年の距離にある。視線速度の変化から、分光連星であることがわかっており、更に変光星、ヘリウムの欠乏した特異星としての特徴も備えている。

## 星系
てんびん座λ星は、視線速度が変化していることがリック天文台のムーアによって指摘された。その後、マクドナルド天文台などの観測から、視線速度曲線が得られ、その変動周期が求まり、分光連星であることが確かめられた。更に、1980年代にはセロ・トロロ汎米天文台やキットピーク国立天文台などの観測により、軌道要素が求められるようになった。てんびん座λ星の連星軌道は、公転周期が12.46日で、離心率は0.4とそれなりに大きい偏った軌道をとっている。
リック天文台のキャンベルらが1921年に行った観測から、てんびん座λ星のスペクトルに主星と伴星2本の吸収線がみえるという報告があったが、これはその後裏付けがとれていない。しかし、月によるてんびん座λ星の掩蔽を利用して、主星と伴星の切り分けが試みられており、誤差は大きいながら離角は0.2ミリ秒角、明るさの差は2等級と見積もられている。
また、ヒッパルコス衛星による固有運動の観測から、てんびん座λ星の固有運動は線形ではなく、位置天文学的連星である可能性がある。この固有運動に影響を与える成分は、分光連星を構成する2星とは別で、そのためてんびん座λ星は、みえていないもう1つの恒星を含む三重連星かもしれない、と指摘されている。

## 性質
てんびん座λ星は、B型主系列星で、スペクトル型はB3 Vと分類される。ただし、てんびん座λ星のスペクトルは、ヘリウムの吸収線がとても弱いので、化学特異星の弱ヘリウム星とされ、そのことを表すスペクトル型のB3 He wkとも分類される。また、てんびん座λ星では赤外超過が検出されており、周囲に残骸円盤を持つベガ型星の候補ともされている。
ローウェル天文台での測光観測から、てんびん座λ星は変光星であることも明らかになった。その光度曲線の周期が、分光連星の軌道周期の半分とよく合ったことから、楕円体状変光星であろうと推定された。ただし、当初は光度曲線の振幅の大きさから、楕円体状変光星とすればその変光周期は0.536日とされ、軌道周期がその2倍であるならば、分光観測による軌道周期とは大きな隔たりがあった。その後、STEREO衛星の観測からは変光周期3.314日、コリオリ衛星の観測からは変光周期6.641日と、徐々に修正されている。
てんびん座λ星は、さそり座-ケンタウルス座アソシエーションの一員であるといわれるが、確かなところはわかっていない。